# Zoran Miserdovski
Zoran Miserdovski (in macedone Зоран Мисердовски?; Skopje, 5 maggio 1975) è un ex calciatore macedone, di ruolo attaccante.